# STAY AWAY (彩虹樂團單曲)
「STAY AWAY」是L'Arc〜en〜Ciel的第20張單曲。2000年7月19日發行。

## 簡介
『初回限定盤』：初回限定特殊包裝&CD標籤彩色印刷。初回50萬張限定版有附贈團員小公仔。台灣有發行台壓版。
MV由團員和臨時演員搭配CG影像共同演出。這首MV獲得「SPACE SHOWER Music Video Awards 00」的「BEST VIDEO OF THE YEAR」和「BEST GROUP VIDEO」獎項。

## 收錄曲
1. STAY AWAY
演唱這首歌前，tetsuya會有一段貝斯SOLO，用香蕉彈貝斯，然後把香蕉丟向歌迷。
2. get out from the shell
8th原創專輯『REAL』收錄英文版。
3. STAY AWAY -Jaze Poo Mix-
混音版本，沒有收錄在任何一張專輯。
4. STAY AWAY -Truly Barbie Forest Ver.-
和前一首同樣沒有收錄在任何一張專輯。

## 收錄專輯
原創專輯
- 『REAL』 (英文版)

精選輯
- 『Clicked Singles Best 13』
- 『The Best of L'Arc〜en〜Ciel 1998-2000』 (英文版)
- 『The Best of L'Arc〜en〜Ciel c/w』
- 『QUADRINITY 〜MEMBER'S BEST SELECTIONS〜』 (英文版)
- 『TWENITY 2000-2010』
- 『WORLD'S BEST SELECTION』